# Shirin van Anrooij
Shirin van Anrooij (Goes, 5 de febrero de 2002) es una deportista neerlandesa que compite en ciclismo en las modalidades de ruta y ciclocrós.
Ganó dos medallas de plata en el Campeonato Mundial de Ciclismo en Ruta, en los años 2022 y 2023, y dos medallas de oro en el Campeonato Europeo de Ciclismo en Ruta de 2022, las cuatro en la categoría sub-23.

## Medallero internacional
| Campeonato Mundial | Campeonato Mundial     | Campeonato Mundial | Campeonato Mundial  |
| Año                | Lugar                  | Medalla            | Competición         |
| ------------------ | ---------------------- | ------------------ | ------------------- |
| 2022               | Wollongong (Australia) | Medalla de plata   | Contrarreloj sub-23 |
| 2023               | Glasgow (Reino Unido)  | Medalla de plata   | Ruta sub-23         |
| Campeonato Europeo |                        |                    |                     |
| Año                | Lugar                  | Medalla            | Competición         |
| 2022               | Anadia (Portugal)      | Medalla de oro     | Contrarreloj sub-23 |
| 2022               | Anadia (Portugal)      | Medalla de oro     | Ruta sub-23         |

## Palmarés

### Ruta
2019
- 2.ª en el Campeonato Mundial Contrarreloj Júnior

2022
- 2.ª en el Campeonato de los Países Bajos en Ruta
- Campeonato Europeo Contrarreloj sub-23
- Campeonato Europeo en Ruta sub-23
- 2.ª en el Campeonato Mundial Contrarreloj sub-23

2023
- Trofeo Alfredo Binda-Comune di Cittiglio
- 2.ª en el Campeonato Mundial en Ruta sub-23
- Tour del Porvenir, más 1 etapa

### Ciclocrós
2022
- 3ª. en el Campeonato Europeo sub-23

2023
- Campeonato Mundial sub-23